# 雷斯法案 (1900年)
1900年雷斯法案（英文：Lacey Act of 1900）簡稱雷斯法案（美國法典第16编 §§ 第3371–3378節）是美國的一部資源保護法。被愛荷華州共和黨人約翰·F·雷斯經眾議院提交到美國國會，1900年5月25日由時任總統威廉·麥金利簽署。
該法案通過對各種不良行為設立民事或刑事懲罰來保護野生動植物。它禁止了野生動物、魚類和植物的非法獲取、運輸以及貿易。經過數次修訂，這個法案依然发挥着它的影响力。
這個環境立法在2009年受到打擊，當時吉普森結他公司被突擊搜查，同時其在馬達加斯加非法砍伐的硬木也被沒收了。最初該公司聲稱自己是無辜的，並且譴責聯邦政府行為強橫，這使得這一法案在右翼政客和反對這一法案的茶黨運動中聞名起來。該公司最終承認自己行為不當，因此2012年8月結案。最後吉普森結他公司聲稱：“...被迫結案，因為要在審判中證明自己的清白可能會花費數百萬美元和大量時間。”

## 頒佈
1900年，非法商業狩獵威脅到了很多美國的狩獵物種。起初法案是用於保護野生鳥類和狩獵用鳥的，令在州際盜獵者成為聯邦罪犯。這一法案禁止了非法捕捉運輸動物在州間販賣，并解決了一些由非本土鳥類飛入國家生態系統而引起的問題。
這是第一個保護野生動物的聯邦法律，今天它主要用來防止非法進口和傳播引起的物種入侵問題。雷斯法案也使進出口、運輸、銷售、獲取、接受或者購買其他州或國家保護的生物的行為，在美國、州、印第安部落成為非法。

## 修正
雷斯法案在2008年5月22日被修正，當時2008年食物、环保和能源法將其保護範圍擴展到很多植物和植物保護辦法中。
2012年4月23日，美國魚類及野生動物保護局在此法案下頒佈了一條關於四種蟒蛇的進口和洲際貿易的禁令，這些物種嚴重影響了佛羅里達沼澤地的生態。

## 關於吉普森結他的辯論
吉普森結他公司在2009年和2011年兩次被聯邦當局突擊搜查，在這些搜查中，價值數千美元的紫檀木和烏檀木被搜出。 美國魚類及野生動物保護局宣稱這些木頭是在馬達加斯加被非法砍伐的，或者至少違反了一些出口法。吉普森結他公司開始並不承認違法並指責聯邦政府行為強橫。
美國司法部2011年開始審理對該公司發起的民事訴訟。 2012年8月定案，吉普森結他公司承認自己違反了雷斯法案並同意支付30萬美金罰款和額外的5萬美金community payment。

## 外部連結
- Lacey Act Information （页面存档备份，存于） from the Animal and Plant Health Inspection Service (APHIS) of the United States Department of Agriculture (USDA)